# Motta Santa Lucia

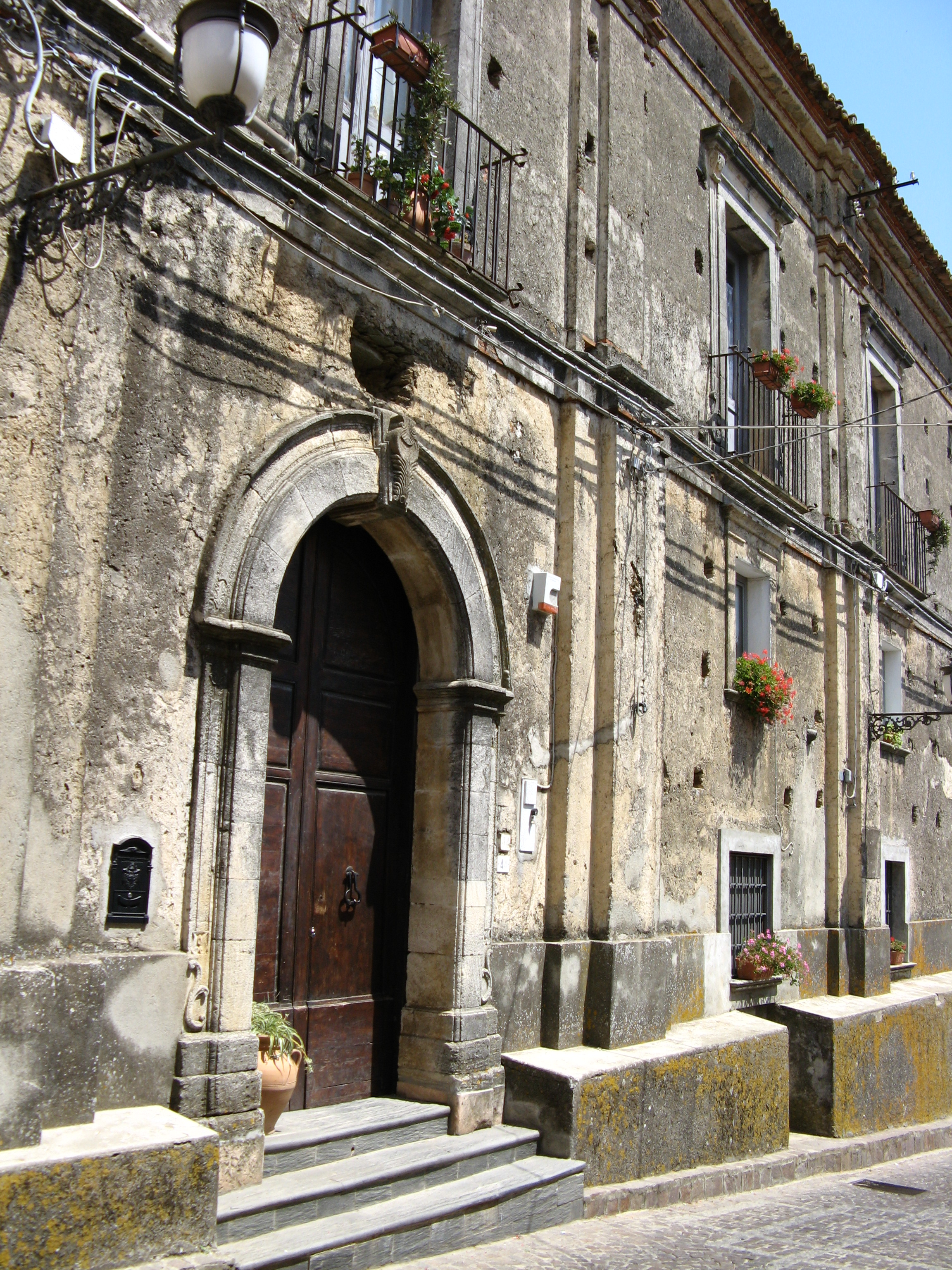
In der Altstadt

Motta Santa Lucia ist eine italienische Gemeinde mit 797 Einwohnern (Stand 31. Dezember 2023) in der Provinz Catanzaro, Region Kalabrien.
Das Gebiet der Gemeinde liegt auf einer Höhe von 590 m über dem Meeresspiegel und umfasst eine Fläche von 25 km². Die Nachbargemeinden sind Altilia (CS), Conflenti, Decollatura, Martirano, Pedivigliano (CS). Die Ortsteile sind Casale, Marignano und Porchia. Motta Santa Lucia liegt 58 km nordwestlich von Catanzaro.
Im Jahre 556 v. Chr. wurde der Ort als Kolonie von Martirano gegründet. Um 950 wurde der Ort von den Sarazenen zerstört.